# Daniela Kerkelova
Daniela Samuilova Kerkelova (in bulgaro Даниела Самуилова Керкелова?; Devin, 8 novembre 1969) è un'ex sollevatrice bulgara medagliata mondiale e campionessa europea che ha gareggiato nelle categorie dei pesi medi (fino a 60/64 kg.) e dei pesi massimi leggeri (fino a 70/69 kg.).

## Carriera
Nel 1989 Kerkelova partecipò ai Campionati mondiali ed europei di Manchester nella categoria fino a 60 kg., giungendo al 3º posto finale con 182,5 kg. nel totale ed ottenendo la medaglia di bronzo mondiale e quella d'argento europea.
L'anno seguente vinse la medaglia di bronzo ai Campionati mondiali di Sarajevo con 187,5 kg. nel totale e la medaglia d'argento ai Campionati europei di Santa Cruz de Tenerife con 175 kg. nel totale.
Nel 1991 ripeté gli stessi risultati, vincendo la medaglia d'argento ai Campionati europei di Varna con 177,5 kg. nel totale e la medaglia di bronzo ai Campionati mondiali di Donaueschingen con 182,5 kg. nel totale.
Due anni dopo Kerkelova, passando alla categoria superiore dei pesi massimi leggeri (fino a 70 kg.), vinse la medaglia di bronzo ai Campionati europei di Valencia con 205 kg. nel totale.
Nel 1994, dopo essere ritornata alla categoria dei pesi medi (fino a 64 kg.), ottenne il più grande successo della sua carriera, conquistando la medaglia d'oro ai Campionati europei di Roma con 192,5 kg. nel totale.
Dopo diversi anni passati senza ottenere risultati di rilievo internazionale, Kerkelova vinse la medaglia d'argento nella categoria fino a 69 kg. ai Campionati europei di Sofia 2000 con 227,5 kg. nel totale. Qualche mese dopo prese parte alle Olimpiadi di Sydney 2000, dove il sollevamento pesi femminile faceva il suo esordio olimpico, terminando la competizione al 5º posto finale con 232,5 kg. nel totale.
Dopo aver concluso la propria carriera agonistica diventò allenatrice di sollevamento pesi, guidando anche la nazionale femminile del suo Paese.